# Siniestro Mu y las Vacas Lobotómicas
El Show de Siniestro Mu y las Vacas Lobotómicas es una serie infantil panameña que se transmitió por la Televisora Nacional de Panamá, los sábados en la mañana. La serie tuvo un gran éxito en los niños panameños. Fue creada por Cheri Lewis y Remus Crisán y actualmente la marca es comercializada a través de Monocíclope La serie se estrenó en febrero de 2004 y terminó en diciembre de 2007. Contó con más de 100 episodios de entre uno y tres minutos.

## Argumento
La serie cuenta la vida de Siniestro Mu, un toro extraterrestre, que junto a su fiel ayudante Otto, llega a la Tierra en busca de vacas líderes; pero sus planes toman un giro inesperado al encontrarse con Pasta y Gass, dos singulares vaquitas cuya única motivación es jugar y divertirse. La singular interacción entre estos personajes desata un hilo de insólitas aventuras que la convierten una cómica hilarante y absurda. 

## Personajes
- Siniestro Mu: Siniestro Mu es un toro extraterrestre, que junto a su fiel ayudante Otto, llega a la Tierra en busca de vacas líderes; pero sus planes toman un giro inesperado al encontrarse con Pasta y Gass, dos singulares vaquitas cuya única motivación es jugar y divertirse.

- Gass: Es una vaca. Su principal meta en la vida es nunca dejar de divertirse. Siempre los problemas la encuentran y para ello cuenta con su mejor amiga Pasta.

- Pasta: Es una vaca. La mejor amiga de Gass y su eterna compañera de aventuras. Le gustan los deportes extremos y la literatura. Siempre está dispuesta a ayudar a los demás.

- Otto: Fiel ayudante de Siniestro Mu, es un extraterrestre resultado de la unión entre una iguana y un ternero galáctico. Lo que le falta en inteligencia, le sobra en bondad.

## Personajes Secundarios
- Yordi: Yordi es el mayordomo del vampiro del Hotel La Fiesta, El cual se centraba en capturar o perseguir alas Vacas Lobotomicas, El es uno de los personajes secundarios que más salen en toda la serie.
- El Vampiro del Hotel Fiesta: Dueño del Hotel Fiesta, Busca víctimas que poseer a su poder con la intención de controlarlos para el mal.
- Ninja Canilla: Ninja Canilla es una ninja famosa en el mundo de las Vacas Lobotomicas, Tiene mercania como álbumes y camisas, Ella sale solo en misiones de alta importancia.
- Rey BlusFasten: Es un extraterreste violeta el cual es Rey y Líder de la Galaxia Ramux en el planeta Clum, Le encanta hacer eventos para conocer líderes de diferentes planetas y galaxias.